# 縹色
縹色，又作漂色、艵色，別名花色花、花田色、月草色、千草色、露草色，即淡青色或薄青色，是青色的一種。原意為青白色的布帛，後被當成是顏色的名稱。

## 概論
常見於中國古典詩文中，常被用來形容酒的顏色，如曹植、李煜。